# Eucarpia palliceps
Eucarpia palliceps är en insektsart som först beskrevs av Walker 1870.  Eucarpia palliceps ingår i släktet Eucarpia och familjen kilstritar. Inga underarter finns listade i Catalogue of Life.